# Euroformat Kyiv
Maillots
Euroformat Kyiv est un club ukrainien de beach soccer basé à Kiev.

## Histoire
Jusqu'en 2011, le club se nomme Nova Era Kyiv, sous ce nom il remporte ses 3 premiers titres de champion d'Ukraine.

## Palmarès
- Championnat d'Ukraine de beach soccer (4)
  - Champion en 2004, 2005, 2007 et 2011
  - 3e en 2012

## Personnalités

### Effectif actuel
- Evgeni Riabchuk[2]
- Maksym Nazarenko
- Kostiantyn Andrieiev
- Andriy Yevdokymov
- Oleksandr Korniychuk

### Ancien joueur
- Volodymyr Gladchenko (2011-2012)